# Ronald Agénor
Ronald Jean-Martin Agénor (ur. 13 listopada 1964 w Rabacie) – haitański tenisista.
Agénor urodził się w  Maroku, w Rabacie. Posiada, oprócz obywatelstwa haitańskiego, obywatelstwo amerykańskie.
Jego ojcem był Frederic Agénor, dyplomata, pod koniec lat 80. minister rolnictwa Haiti.
Latem 2002 roku Agénor ożenił się z aktorką i modelką Tonyą Williams, z którą ma dwie córki – Saschę Lourdes, ur. 1 czerwca 2003 i Chloe Iman, ur. 30 czerwca 2005.
Agénor, poza tenisową karierą, wydał dwie płyty – Kids On The Road i Waves Of Love.
W czasie kariery sportowej został honorowym konsulem Haiti w Bordeaux.

## Kariera tenisowa
Ronald Agénor rozpoczął treningi tenisowe jako 10-latek, początkowo pod opieką starszego brata Lionela. W 1982 roku był klasyfikowany na pozycji nr 8. w światowym rankingu juniorów, dotarł do półfinału turnieju Orange Bowl, nazywanego często nieoficjalnymi mistrzostwami świata juniorów w tenisie. W tym samym roku zdobył jedyny w historii tenisa haitańskiego tytuł mistrzowski igrzysk Ameryki Środkowej i Karaibów w Hawanie.
W 1983 roku rozpoczął karierę zawodową, którą kontynuował do 2002 roku.
W 1984 roku wystąpił w pokazowym turnieju tenisa na igrzyskach olimpijskich w Los Angeles, ale w I rundzie przegrał ze Stefanem Edbergiem.
W 1986 roku po raz pierwszy awansował do półfinału zawodów rangi ATP World Tour, w Bordeaux oraz do finału debla, również w Bordeaux, w parze z Mansurem Bahramim.
W 1987 roku dotarł do trzech finałów ATP World Tour w grze pojedynczej – Gstaad, Bordeaux, Bazylea – wszystkie jednak przegrał. Rok później ponownie był finalistą w Bordeaux.
W 1989 roku wygrał swój pierwszy turniej rangi ATP World Tour w Atenach, pokonując w decydującym meczu Kenta Carlssona. Tego samego roku dotarł do ćwierćfinału wielkoszlemowego Rolanda Garrosa, pokonując m.in. Sergiego Bruguerę. Przegrał w czterech setach z Michaelem Changiem. W sierpniu 1989 roku Agénor osiągnął swoją najwyższą pozycję w rankingu światowym – nr 22.
W 1990 roku wygrał dwa turnieje – w Genui i Berlinie.
Po śmierci ojca w 1992 roku zaliczył okres nieco gorszych startów, wypadając na pewien czas z czołowej setki rankingu. W lipcu 1993 roku po raz ostatni udało mu się osiągnąć finał turniejowy ATP World Tour – w Båstad uległ Horstowi Skoffowi.
W latach 1996–1997 praktycznie zawiesił występy i wydawało się, że zamierza zakończyć karierę. Podjął jednak jeszcze raz próbę powrotu do czołówki światowej – w wieku 33 lat, startując z pozycji nr 790. na świecie i bez dostępu do „dzikich kart” w ważnych turniejach, przebijał się przez turnieje niższej rangi, podobnie jak na początku kariery. Pod koniec 1999 roku odzyskał miejsce w czołowej setce rankingu, a w kolejnym sezonie wystąpił we wszystkich turniejach wielkoszlemowych. Był wówczas najstarszym zawodnikiem w gronie stu najlepszych na świecie od czasu Jimmy’ego Connorsa w 1992 roku.
Agénor reprezentował Haiti w Pucharze Davisa w latach 1990–2001 i 2008. Do niego należy rekord wygranych spotkań w grze pojedynczej (27), wygranych spotkań w grze podwójnej (12), wygranych spotkań ogółem (39).
Po zakończeniu kariery Agénor zajął się prowadzeniem własnej akademii tenisowej w Los Angeles.

### Finały w turniejach ATP World Tour
| Legenda                            |
| Wielki Szlem                       |
| ATP World Tour World Championships |
| ATP Super 9                        |
| Igrzyska olimpijskie               |
| ATP Championships Series           |
| ATP World Series                   |

#### Gra pojedyncza (3–5)
| Końcowy wynik | Nr | Data | Turniej  | Nawierzchnia    | Przeciwnik       | Wynik finału  |
| ------------- | -- | ---- | -------- | --------------- | ---------------- | ------------- |
| Finalista     | 1. | 1987 | Gstaad   | Ceglana         | Emilio Sánchez   | 2:6, 3:6, 6:7 |
| Finalista     | 2. | 1987 | Bordeaux | Ceglana         | Emilio Sánchez   | 7:5, 4:6, 4:6 |
| Finalista     | 3. | 1987 | Bazylea  | Twarda (hala)   | Yannick Noah     | 6:7, 4:6, 4:6 |
| Finalista     | 4. | 1988 | Bordeaux | Ceglana         | Thomas Muster    | 3:6, 3:6      |
| Zwycięzca     | 1. | 1989 | Ateny    | Ceglana         | Kent Carlsson    | 6:3, 6:4      |
| Zwycięzca     | 2. | 1990 | Genua    | Ceglana         | Tarik Benhabiles | 3:6, 6:4, 6:3 |
| Zwycięzca     | 3. | 1990 | Berlin   | Dywanowa (hala) | Aleksandr Wołkow | 4:6, 6:4, 7:6 |
| Finalista     | 5. | 1993 | Båstad   | Ceglana         | Horst Skoff      | 5:7, 6:1, 0:6 |

#### Gra podwójna (0–2)
| Końcowy wynik | Nr | Data | Turniej  | Nawierzchnia | Partner        | Przeciwnicy                   | Wynik finału |
| ------------- | -- | ---- | -------- | ------------ | -------------- | ----------------------------- | ------------ |
| Finalista     | 1. | 1986 | Bordeaux | Ceglana      | Mansur Bahrami | Jordi Arrese David de Miguel  | 5:7, 4:6     |
| Finalista     | 2. | 1995 | Dżakarta | Twarda       | Shūzō Matsuoka | David Adams Andriej Olchowski | 5:7, 3:6     |